# Runaways (píseň, The Killers)
Runaways je prvním singlem skupiny The Killers z nadcházejícího alba Battle Born, čtvrtého studiového v pořadí, které vyjde 18. září 2012. Skladba samotná vyšla jako singl 17. července 2012 a v žebříčku Billboard Hot 100 se umístila na 78. příčce.